# Rob Louw
Pour les articles homonymes, voir Louw.
Robert (Rob) James Louw, né le 26 mars 1955 au Cap (Afrique du Sud), est un joueur de rugby à XV sud-africain qui joue avec l'équipe d'Afrique du Sud. Il joue au poste de troisième ligne aile (1,93 m pour 93 kg).

## Biographie
Il effectue son premier test match avec les Springboks le 26 avril 1980 à l'occasion d'un match contre une équipe d'Amérique du Sud. En 1981, il participe à la tristement célèbre tournée des Springboks en 1981 en Nouvelle-Zélande. Son dernier test match est joué contre l'Amérique du Sud le 27 octobre 1984.
En parallèle, il joue la Currie Cup avec la province de la Western Province.
Au milieu des années 1980, son passage au rugby à XIII, pour le club de Wigan, provoque de l'émoi dans le monde du rugby à XV, particulièrement en Afrique du Sud, son pays d'origine.

### En club
- Western Province

## Palmarès

### En équipe nationale
- 19 sélections entre 1980 et 1984 pour l'Équipe d'Afrique du Sud de rugby à XV
- 20 points en test matchs
- 5 essais
- Sélections par années : 9 en 1980, 4 en 1981, 2 en 1982, 4 en 1984